# Galliavola
Galliavola (Galiàula in dialetto lomellino) è un comune italiano di 165 abitanti della provincia di Pavia in Lombardia. Si trova nella Lomellina meridionale, alla destra dell'Agogna, non lontano dalla riva sinistra del Po.

## Storia
Certamente Galliavola, come la vicina Gallia (frazione di Pieve del Cairo), derivarono da tenute agricole romane appartenenti alla famiglia Gallius, con i nomi di Gallia e Galliabula. Fece parte del contado di Lomello passando nel 1164 sotto il dominio di Pavia. Ne ebbe la signoria la famiglia dei Capitani di Grumello, probabilmente originaria dell'antica località di Grumello, situata nel territorio di Galliavola. I Grumello furono confermati nei loro possessi nel 1464, e, divisi in più rami, rimasero feudatari fino al XVII secolo, poi il feudo passò ai Lambertenghi, uno dei quali, professo della Compagnia di Gesù, lo lasciò nel 1660 ai Gesuiti di Brera in Milano; dopo l'abolizione dell'ordine il feudo fu incamerato.
Nel XVIII secolo furono aggregati a Galliavola gli antichi comuni di Grumello e Schivanoia, che formarono sempre un solo feudo con Galliavola. Schivanoia (il cui nome indicherebbe un luogo di delizie, forse una villa di caccia) doveva avere ancora nel XVIII secolo un castello, ed esiste ancora come cascina. Grumello era un luogo importante tra Galliavola e Lomello, ma già nel XVIII secolo era ridotto a una minuscola cascina e da qualche tempo è del tutto scomparso.

### Simboli
Lo stemma del comune di Galliavola è stato concesso con decreto del presidente della Repubblica del 25 febbraio 2008.
La croce di argento ha la funzione di suddividere lo scudo ma potrebbe essere un riferimento allo stemma di Pavia. Il leone passante e i tortelli con la croce patente sono ripresi dallo stemma dei De Capitani di Grumello e Galliavola o Grumelli. Le piantine di riso ricordano l'economia e la vocazione agricola del paese.
Il gonfalone è un drappo di azzurro.

## Società

### Evoluzione demografica
Negli ultimi cento anni, a partire dal 1921, la popolazione residente è diminuita del 75 %.
Abitanti censiti

## Amministrazione
Sindaco: Caterina Faedda
Assessori:
Matteo Broglia, Laura Verona
Consiglieri Comunali: Luigi Borlone, Matteo Broglia, Paola Maria Broglia,
Eugenio Broglia,
Maurizio Attilio Cecconello,
Giorgio Grassi,
Franco Piumazzi,
Rosa Valarioti,
Marcella Valerioti,
Laura Verona

## Galleria d'immagini

Immagini Galliavola
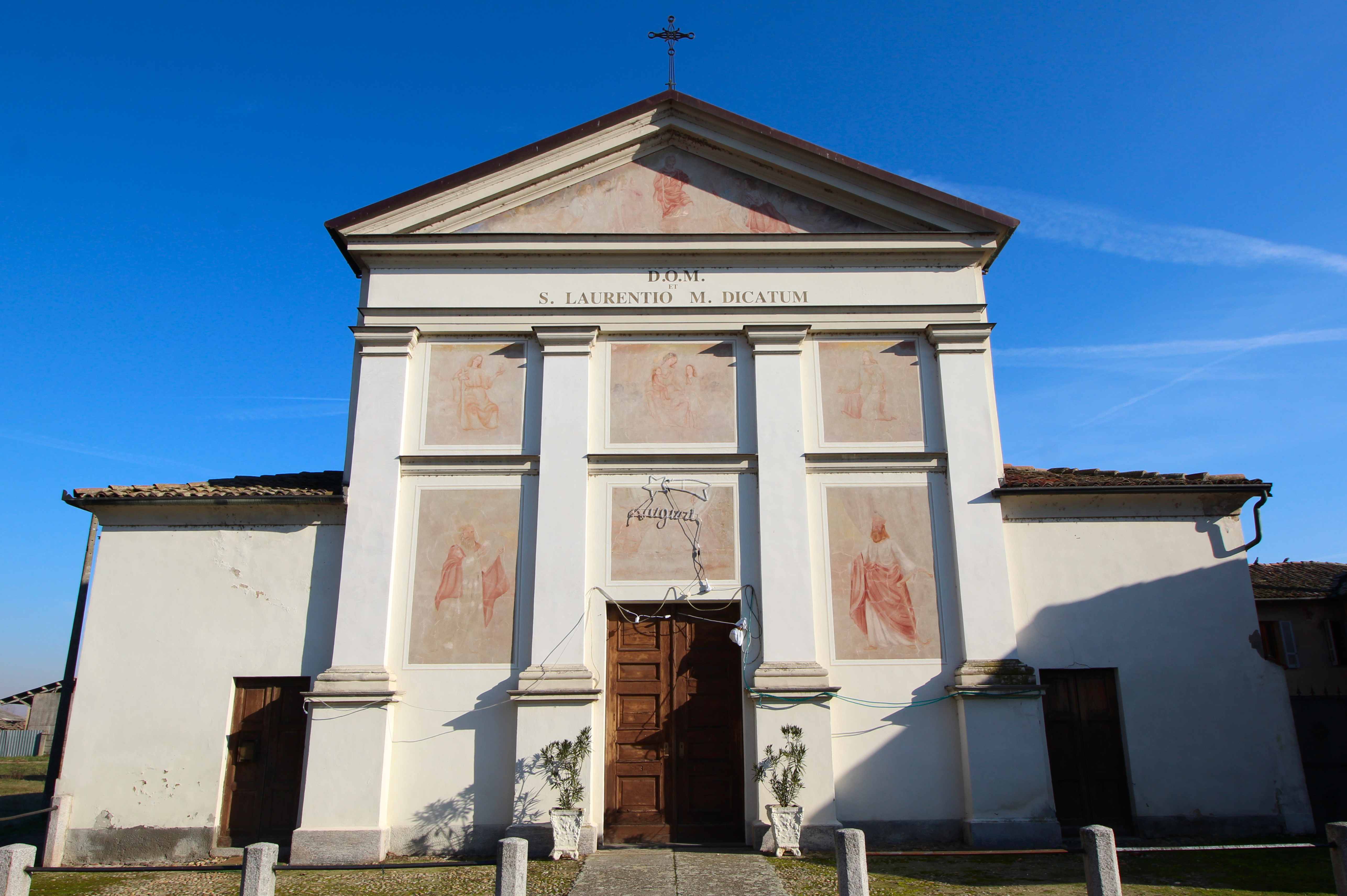
San Lorenzo Martire
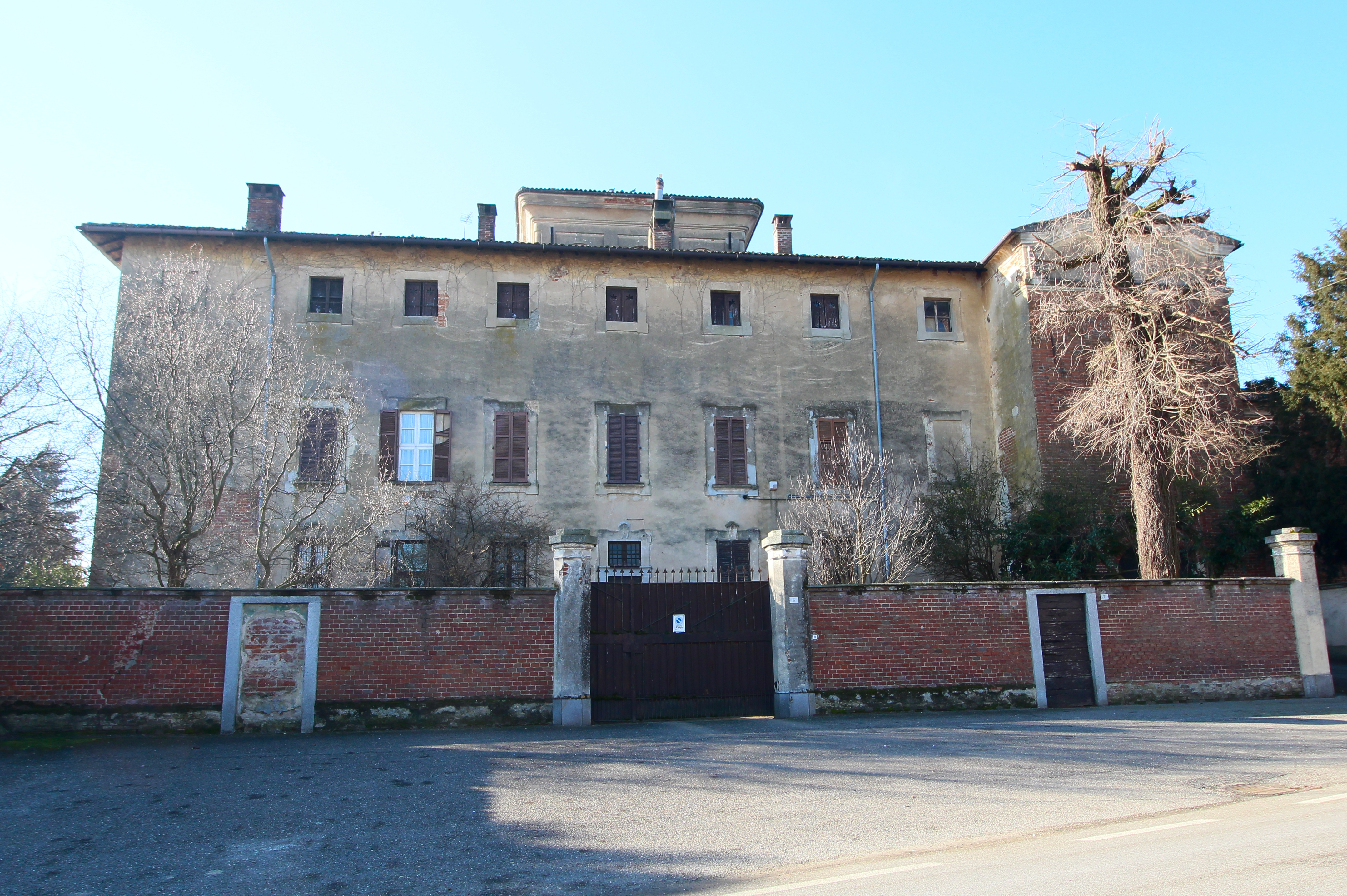
Castello di Galliavola
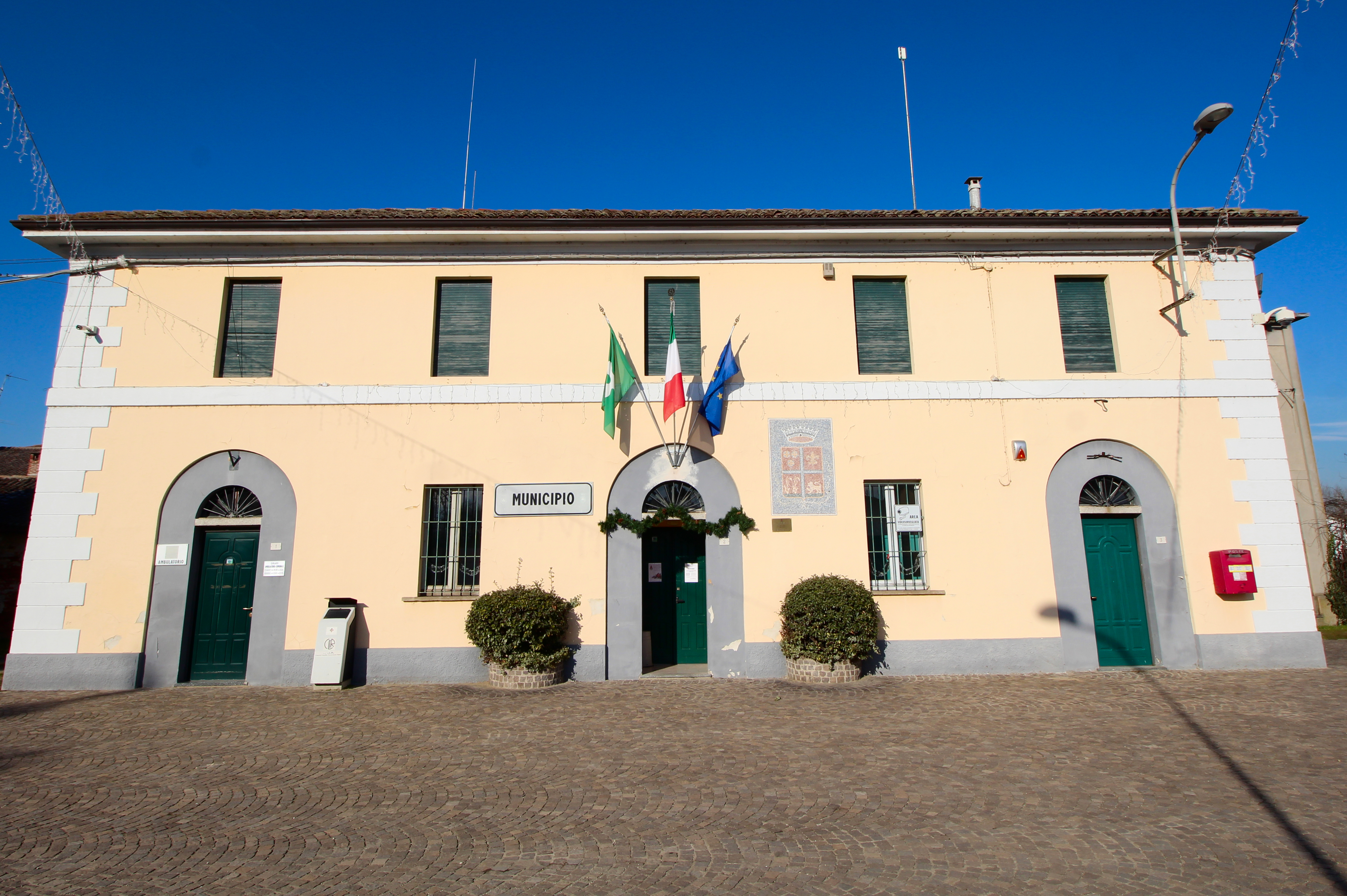
Il municipio
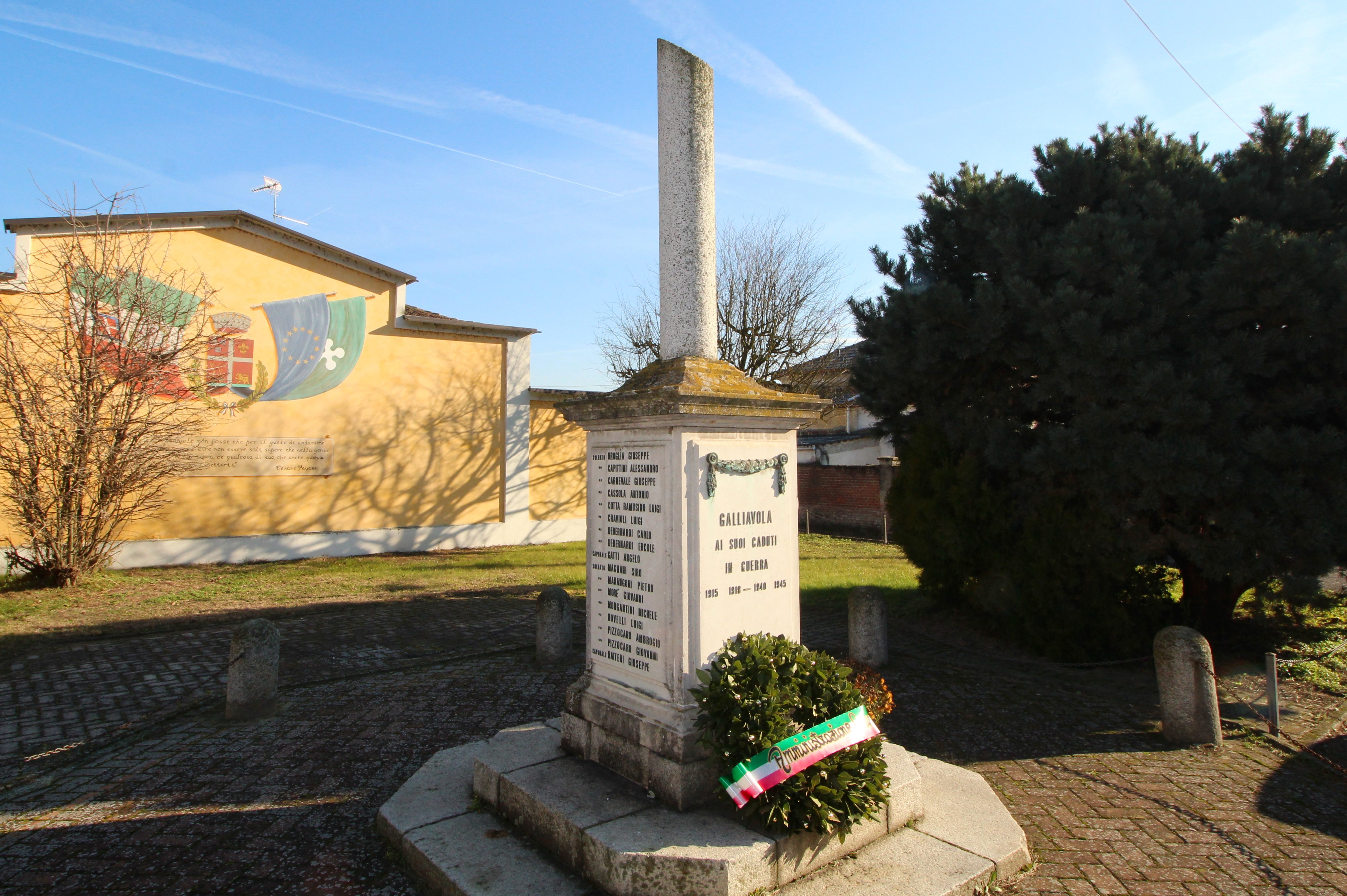
Il monumento ai Caduti
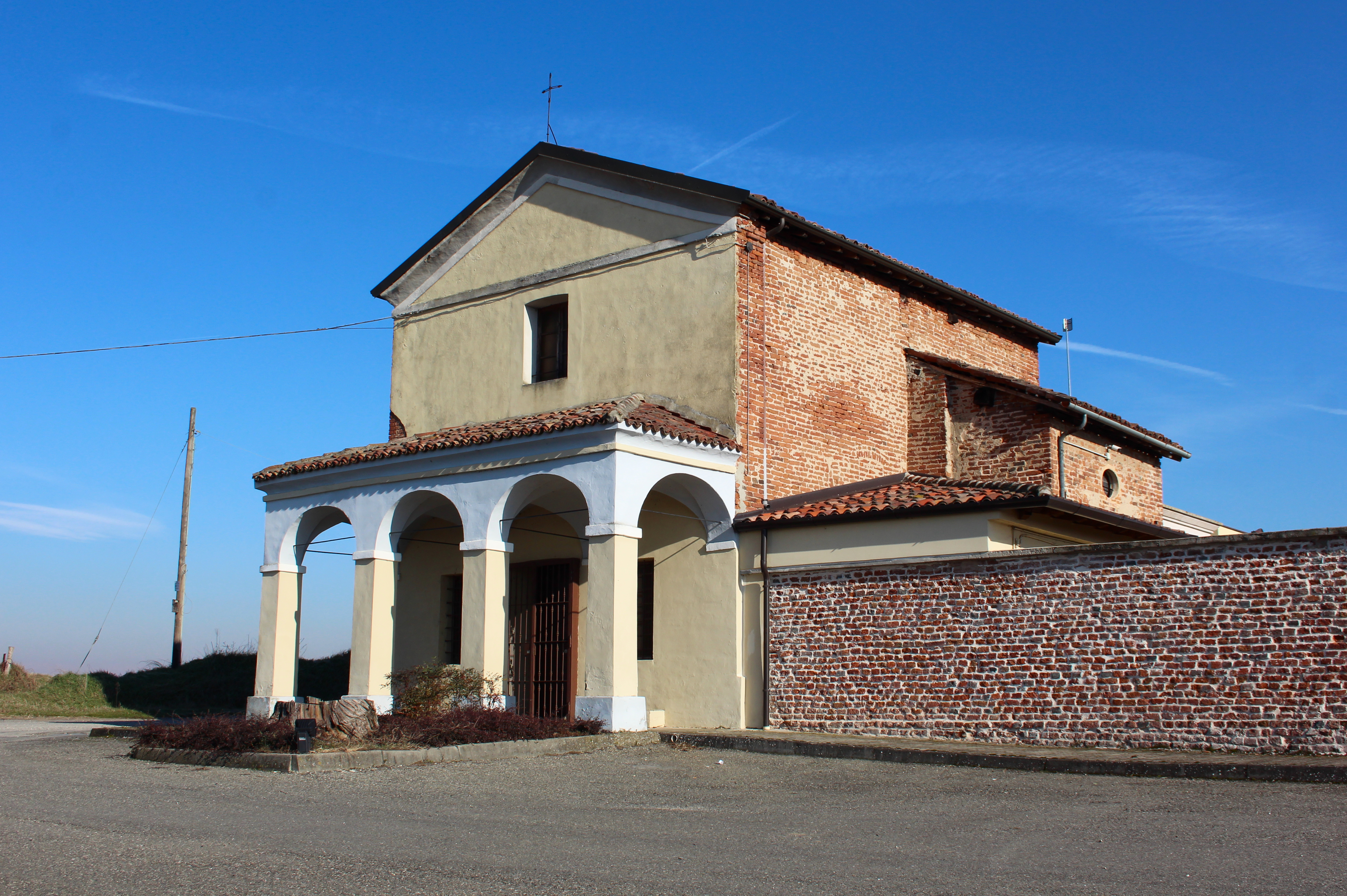
Beata Vergine Addolorata allo Zerbaiolo